# ملكة جمال العالم 2003
ملكة جمال العالم 2003  هي النسخة الثالثة والخمسين من مسابقة في تاريخ مسابقة ملكة جمال العالم منذ انطلاقتها عام 1951، عقدت في 6 ديسمبر 2003 في مسرح تاج الجمال في سانيا ، الصين. قدمت المسابقة فيل كيوغان، أماندا بيرم، وأنجيلا تشاو. كما قام المتسابقون بزيارة إلى هونج كونج وشيان وشانغهاي وبكين. في نهاية الحدث توجت روزانا دافيسون من أيرلندا، من قبل ملكة جمال العالم السابقة أزرا أكين من تركيا، وهي ابنة الموسيقي الشهير كريس دي بورغ ، حيث حصلت على أول لقب ملكة جمال كبير في أيرلندا. تنافست على تاج المسابقة 106 متسابقين من جميع أنحاء العالم على التاج، وكانوا يمثلون في ذلك الوقت أكبر طبعة في تاريخ المسابقة. كانت هذه هي المرة الأولى التي تستضيف فيها الصين المسابقة.

## النتائج

### المراكز النهائية
| النتائج النهائية      | المتنافسة |
| --------------------- | --- |
| ملكة جمال العالم 2003 | - جمهورية أيرلندا - روزانا دافيسون |
| الوصيفة الأولى        | - كندا - نازانين افشين جام |
| الوصيفة الثانية       | - الصين - جوان تشي |
| أفضل 5                | - الهند - آمي فاشي - الفلبين - مافاي يونون |
| أفضل 20               | - أستراليا - أوليفيا ستراتون - بوليفيا - هيلين ابونتي - جمهورية الدومينيكان - ماريا فارغاس - إثيوبيا - حياة احمد - جورجيا - ايرينا اونشفيلي - اليونان - فاسيليكي تسيكورا - جامايكا - جادي فولفورد - لبنان - ماري جوسيه حنين - نيوزيلندا - ميلاني بول - النرويج - إليزابيث واثني - بيرو - كلوديا هرنانديز - بورتوريكو - جويسلين مونتيرو - سويسرا - بيانكا سيسينج - ترينيداد وتوباغو - ماجدلين والكوت - فنزويلا - فالنتينا باترونو |

### ملكات القارات للجمال
| المجموعة القارية | المتنافسة                          |
| ---------------- | ---------------------------------- |
| أفريقيا          | - إثيوبيا - حياة احمد              |
| الأمريكتين       | - كندا - نازانين افشين جام         |
| آسيا وأوقيانوسيا | - الصين - جوان تشي                 |
| الكاريبي         | - جامايكا - جادي فولفورد           |
| أوروبا           | - جمهورية أيرلندا - روزانا دافيسون |

## المتسابقات
شارك 106 متسابق في مسابقة ملكة جمال العالم 2003.
- ألبانيا - دينيسا كولا
- أندورا - بيفرلي بيلا
- أنغولا - سيلما كاتيا كارلوس
- أنتيغوا وباربودا - آن ماري براون
- الأرجنتين - جريسيل هيتوف
- أروبا - ناتالي بيرمانز
- أستراليا - أوليفيا ستراتون
- الباهاما - شانتل هول
- باربادوس - راكيل ويلكينسون
- بيلاروسيا - فولها نيفداخ
- بلجيكا - جولي تاتون
- بليز - دليلة فانزي
- بوليفيا - هيلين أبونتي
- البوسنة والهرسك - إيرنا سماكا
- بوتسوانا - بوينجوتلو موتلالكجوسي
- البرازيل - لارا بريتو
- بلغاريا - راجنا نالدجييفا
- كندا - نازنين أفشنجام
- جزر كايمان - نيشيل ويلكومو
- تشيلي - أليخاندرا سولير
- الصين - جوان تشي
- كولومبيا - كلوديا مولينا
- كوستاريكا - شيرلي ألفاريز
- كرواتيا - أليكساندرا غريدي
- كوراساو - أنجيلاين دا سيلفا
- قبرص - ستيلا ستيليانو
- جمهورية التشيك - لوسي فاتشوفا
- الدنمارك - ماج بوخهولتز بيدرسن
- جمهورية الدومينيكان - ماريا يوجينيا فارغاس
- الإكوادور - مايرا رينتريا
- إنجلترا - جاكلين تورنر
- إستونيا - كريشتينا غابور
- إثيوبيا - حياة أحمد
- فنلندا - كاتري جوانا هيننين
- فرنسا - فيرجيني دوبوا
- جورجيا - إيرينا أوناشفيلي
- ألمانيا - بابيت كونو
- جبل طارق - كيم ماري فالزون
- اليونان - فاسيليكي تسيكورا
- غوادلوب - لورانزا دوليمان
- غواتيمالا - دولتشي ماريا دوارتي
- غيانا - الكسيس غلاسكو
- هولندا - سان دي ريغت
- هونغ كونغ - ربيعة يونغ
- هنغاريا - إستر توث
- أيسلندا - ريجينا يونسدوتير
- الهند - امي فاشي
- أيرلندا - روزانا دافيسون
- إسرائيل - ميري ليفي
- إيطاليا - سيلفيا كاناس
- جامايكا - جايد فولفورد
- اليابان - كاورو نيشيد
- كازاخستان - سولي تشونوسوفا
- كينيا - جانيت كيبوغو
- كوريا - بارك جي ييا
- لاتفيا - إيرينا أسكولسكا
- لبنان - ماري جوزيه حنين
- ليسوتو - ماكوينا ليبوليسا
- ليتوانيا - فايدا جريكشايتو
- مقدونيا - ماريا فاشيك
- ماليزيا - وونغ سزي زين
- مالطا - راشيل زوريب
- موريشيوس - ماري إيمي بيرجيكورت
- المكسيك - إريكا هونشتاين
- مولدوفا - إيلينا دانيلسيوك
- ناميبيا - بيترينا توماس
- نيبال - بريتي سيتولا
- نيوزيلندا - ميلاني بول
- نيكاراغوا - هيلي بريتون بروكس
- نيجيريا - سيسيليا أوموتو بيسونج
- إيرلندا الشمالية - ديانا سايرز
- جزر ماريانا الشمالية - كيمبرلي كاسترو رييس
- النرويج - إليزابيث واثني
- بنما - آيفي روث أورتيجا
- باراغواي - كارينا باتنر
- بيرو - كلوديا هيرنانديز
- الفلبين - ماريا رافاييلا يونون
- بولندا - كارولينا غورازدا
- البرتغال - فانيسا جوب
- بورتوريكو - جويسيلين مونتيرو
- رومانيا - باتريشيا فيلومينا تشيفور
- روسيا - سفيتلانا غوريفا
- اسكتلندا - نيكسي جولي
- صربيا والجبل الأسود - بويانا فويادينوفيتش
- سنغافورة - كورين كانماني
- سلوفاكيا - أدريانا بوسبيسيلوفا
- سلوفينيا - تينا زايتش
- جنوب أفريقيا - سيندي نيل
- إسبانيا - ماريا تيريزا مارتن
- سريلانكا - ساتشيني ستانلي
- سوازيلاند - ثيمبيليهلي زواني
- السويد - إيدا سوفرينجارد
- سويسرا - بيانكا سيسينج
- تنزانيا - سيلفيا باهامي
- تايلند - جينجيرا كيردبراسوب
- ترينيداد وتوباغو - مجدلين والكوت
- تركيا - توغبا كاراجا
- أوغندا - عائشة ناسانجا
- أوكرانيا - إيلونا ياكوفليفا
- الولايات المتحدة - كيمبرلي هارلان
- أوروغواي - ناتاليا رودريغيز
- فنزويلا - فالنتينا باترونو
- فيتنام - نغوين آنه ثوي كوان
- ويلز - إيموجين توماس
- زامبيا - سينثيا كانيما
- زيمبابوي - فيبي مونجاني

## الروابط الخارجية
- ملكة جمال العالم 2003 على موقع IMDb (الإنجليزية)
- ملكة جمال العالم 2003 على موقع كينوبويسك (الروسية)
- موقع ملكة جمال العالم الرسمي